# Podolchówka (obwód grodzieński)
Podolchówka (biał. Падальхоўка, Padalchouka; ros. Подольховка, Podolchowka) – wieś na Białorusi, w obwodzie grodzieńskim, w rejonie lidzkim, w sielsowiecie Wawiórka.

## Historia
W dwudziestoleciu międzywojennym leżała w Polsce, w województwie nowogródzkim, w powiecie lidzkim, w gminie Myto/Wawiórka. W 1921 miejscowość liczyła 41 mieszkańców, zamieszkałych w 9 budynkach, w tym 28 Polaków i 13 Białorusinów. 32 mieszkańców było wyznania rzymskokatolickiego i 9 prawosławnego.
Po II wojnie światowej w granicach Związku Sowieckiego. Od 1991 w niepodległej Białorusi.